# شينك كينوشيتا
شينك كينوشيتا (باليابانية: 木下 真吾) (25 سبتمبر 1987 في هيوغو في اليابان – )؛ هو لاعب كرة قدم سابق كان يلعب كمهاجم.

## وصلات خارجية
- شينك كينوشيتا على موقع عالم كرة القدم.نت (الإنجليزية)